# Dziwiszów
Dziwiszów (deutsch: Berbisdorf) ist ein Ort in der Landgemeinde Jeżów Sudecki im Powiat Karkonoski der Woiwodschaft Niederschlesien in Polen. Er liegt im Bober-Katzbach-Gebirge.

## Geschichte
Das Dorf wurde wahrscheinlich in der zweiten Hälfte des 13. Jahrhunderts gegründet. Der zuerst überlieferte Ortsname war 1255 „Berwisdorf“. Weitere Namensformen waren Berthwigisdorf (1300), Berwigisdorf, Berwigisdorph (1319), Berwigsdorff (1398), 1688 Bernsdorf (1688), Berbigsdorf, Berbisdorf (1677), Berbsdorff (1726), Bernsdorf (1786), Nieder-Ober-Berbisdorf (1816), Bernharsdorf, Nieder-, Ober-Berbisdorf (1840). Nach dem Übergang an Polen infolge des Zweiten Weltkriegs 1945, sind die Schreibweisen Babice, Berberysów, Dziewiążów, Dzieważów (1945) Dziwiszów (1946) belegt.

## Sehenswürdigkeiten

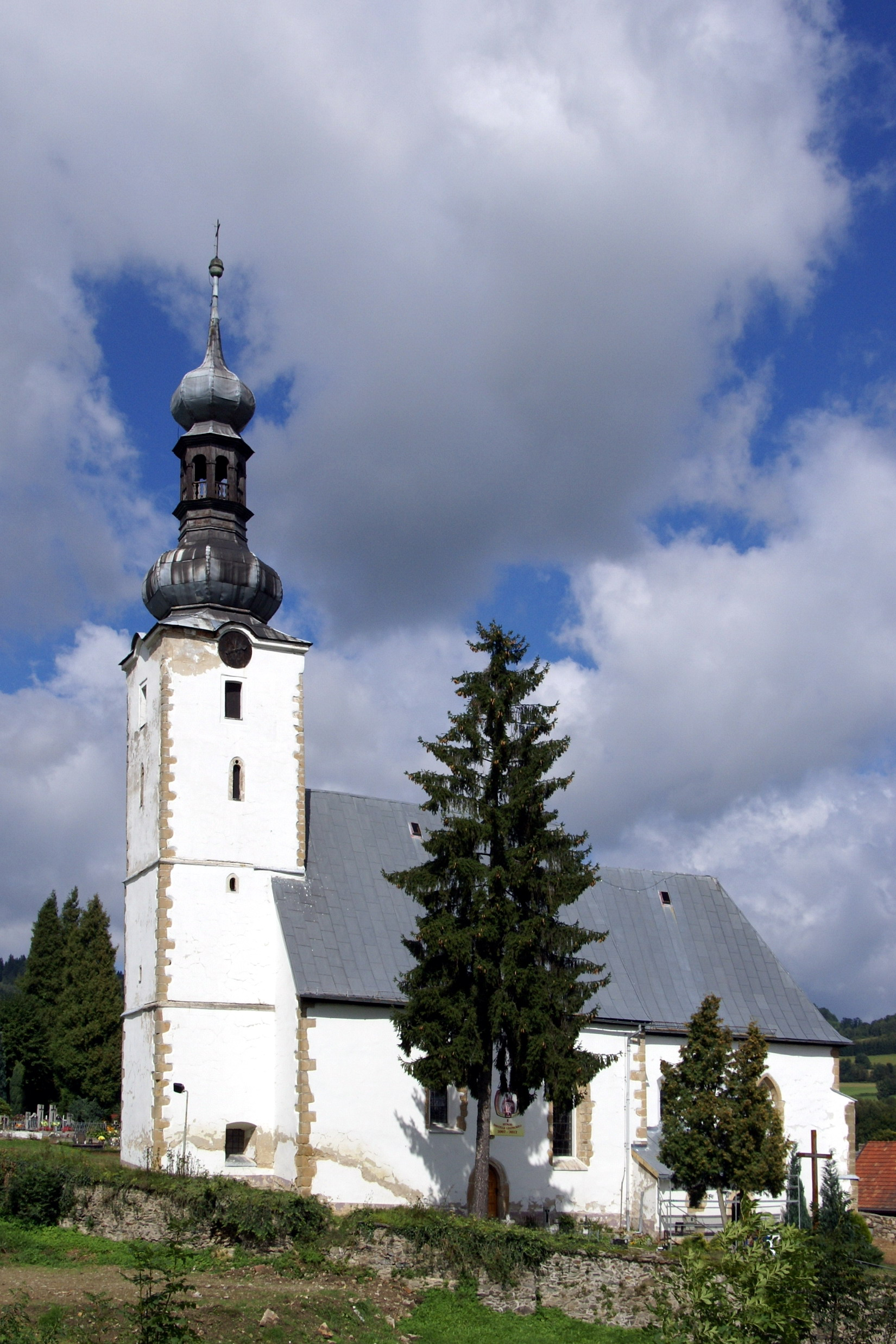
St.-Laurentius-Kirche

- Römisch-katholische Filialkirche St. Laurentius aus der ersten Hälfte des 14. Jahrhunderts. Seit der Reformation bis 1945 war sie eine evangelische Pfarrkirche. Sie wurde im 18. Jahrhundert umgebaut und Anfang des 20. Jahrhunderts und 1980–81 renoviert. Der Hauptaltar im Barockstil stammt aus dem ersten Viertel des 17. Jahrhunderts, Kanzel und Orgelprospekt aus der zweiten Hälfte des 18. Jahrhunderts.
  - der Kirchturm mit einer Einzeigeruhr aus dem Jahr 1800.[1]
- Kirchenfriedhof mit Mauer und Tor.
- Niederschloss mit Wirtschaftsgebäuden aus dem späten 18. Jahrhundert wurde wahrscheinlich Mitte des 16. Jahrhunderts errichtet. Es war ursprünglich ein dreiflügliger Renaissance. Die dazugehörige Parkanlage ist vom Ende des 18. Jahrhunderts und wurde im 19. Jahrhundert verändert.
- Herrenhaus des Obergutes, später Kretscham, derzeit Wohnhaus Nr. 39. Das Erscheinungsbild des Herrenhauses im Obergut ist von Friedrich Bernhard Werner überliefert. Der langgestreckte Bau hat zwei turmartige Risalite. Es wurde um 1790 durch die Komemerzienrätin Anna Elisabeth Jäger umgebaut.[2]

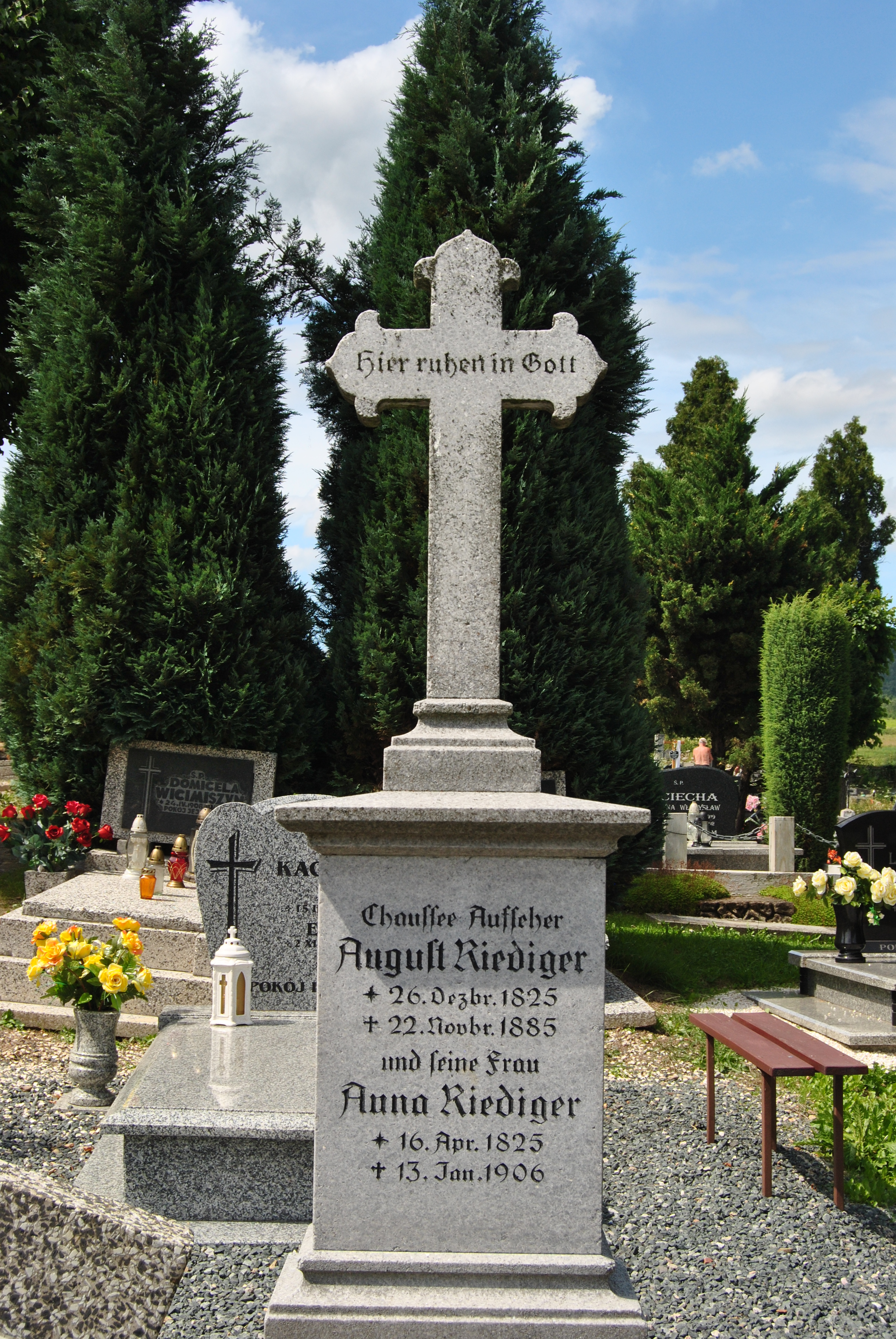
Kirchenfriedhof
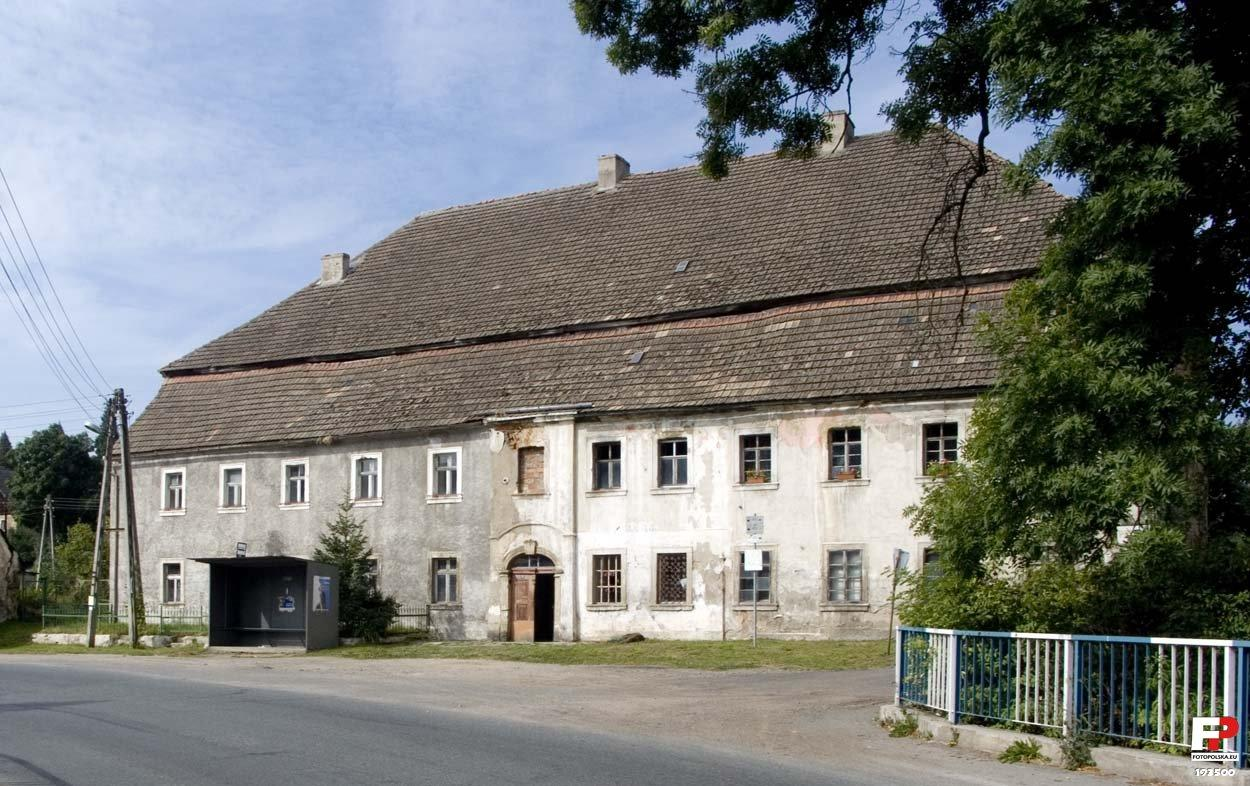
Kretscham